# 212 Medea
Medea (asteroide 212) é um asteroide da cintura principal com um diâmetro de 136,12 quilómetros, a 2,761772 UA. Possui uma excentricidade de 0,1124475 e um período orbital de 2 004,88 dias (5,49 anos).
Medea tem uma velocidade orbital média de 16,88479762 km/s e uma inclinação de 4,26564º.
Esse asteroide foi descoberto em 6 de Fevereiro de 1880 por Johann Palisa.
Este asteroide recebeu este nome em homenagem à personagem Medeia da mitologia grega. 